# Kilencek
A Kilencek annak az egykori kilenc fiatal bölcsészhallgatóból álló költőcsoportnak a közkeletű elnevezése, akik a „Nagy Generáció” korában, az 1960-as évek végén összeálltak, és ragaszkodtak ahhoz, hogy együttesen, közösen megszólalva hallathassák hangjukat. Név szerint: Győri László, Kiss Benedek, Konczek József, Kovács István, Mezey Katalin, Oláh János, Péntek Imre (eredeti nevén: Molnár Imre), Rózsa Endre és Utassy József.
A tervezett antológia szerkesztője egy évfolyamtársuk, Angyal János volt. A kötethez Juhász Ferenc, Kormos István, Nagy László és Váci Mihály írt ajánlást, megjelenését ennek ellenére az akkori kultúrpolitika minden erejével igyekezett megakadályozni. Végül sok-sok informális közbenjárás eredményeképpen az Elérhetetlen föld című antológia 1969 végén mégis napvilágot látott az Ifjúsági Lapkiadó Vállalat gondozásában, Nagy László előszavával. Az ötezer példányban megjelent kötet bombaként robbant az akkori irodalmi életben, és pillanatokon belül elfogyott. Szerzői hosszú időre diszkvalifikálták magukat a „támogatott” irodalomból.
A Kilencek 1982-ben kiadták az Elérhetetlen föld II.-t, majd 1994-ben megjelent az Elérhetetlen föld 1994. Ez utóbbihoz az utószót Vasy Géza írta. A negyvenedik évforduló alkalmából 2009-ben napvilágot látott Az idő balján. Elérhetetlen föld – negyven év című kötet.

### Portrék

Győri László
Kiss Benedek
Kovács István
Mezey Katalin
Péntek Imre
Rózsa Endre
Utassy József

## Külső hivatkozások
- Bedecs László: Kilenced Archiválva 2007. március 2-i dátummal a Wayback Machine-ben In: Élet és Irodalom, 47. évf. 22. szám
- Elérhetetlen föld – színes magyar dokumentumfilm
- G. Komoróczy Emőke: A kilencek (MEK)
- G. Komoróczy Emőke: Peremhelyzetben – évtizedeken át (MEK)
- Népi, nemzeti, erkölcsi elkötelezettség: „Elérhetetlen föld” In: A magyar irodalom története 1945–1975
- Együtt és külön (A Kilencek költőcsoport – húsz év múlva). Csontos János dokumentumfilmje, 2009.